# Dale Whittington

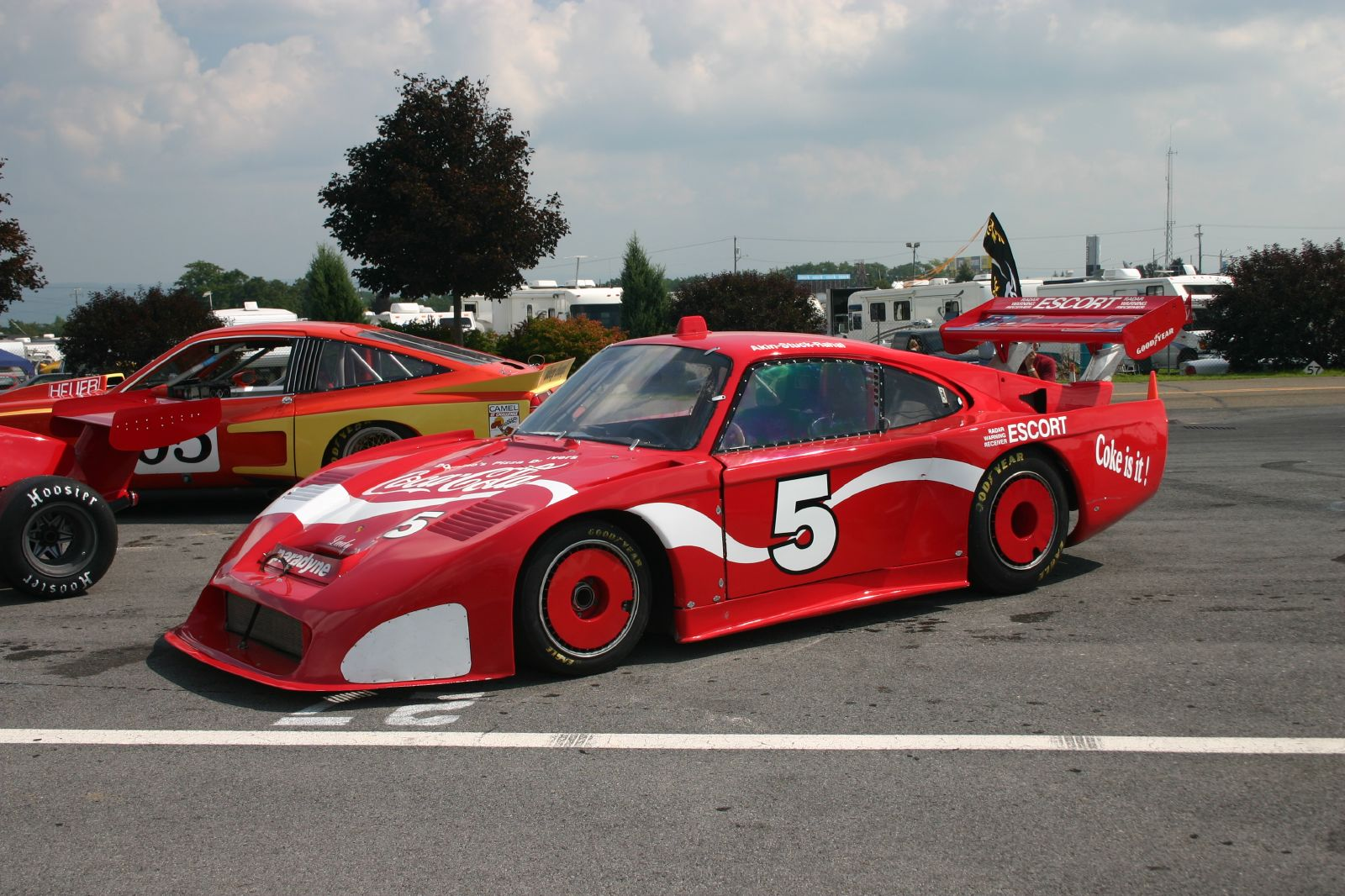
Der Porsche 935 mit dem Dale Whittington den zweiten Gesamtrang beim 12-Stunden-Rennen von Sebring 1983 erreichte

Dale Lindsey Whittington (* 23. September 1959 in Orlando; † 14. Juni 2003 in Fort Lauderdale) war ein US-amerikanischer Autorennfahrer und der Bruder von Bill und Don Whittington.

## Karriere
Dale Whittington war der jüngste der drei Whittington-Brüder und kam wie diese beiden während seiner Karriere immer wieder wegen Drogenproblemen mit dem Gesetz in Konflikt. Er begann seine Karriere im US-amerikanischen Sportwagensport und gab 1980 als Partner seines Bruders Don und seines Landsmanns Hurley Haywood sein Debüt beim 24-Stunden-Rennen von Le Mans. Das Trio schied mit einem Defekt an der Kraftübertragung des Porsche 935 vorzeitig aus.
Ohne viel Monoposto-Erfahrung und ohne je ein Oval-Rennen bestritten zu haben, qualifizierte er sich 1982 als 23. für 500-Meilen-Rennen von Indianapolis. Da auch seine beiden Brüder bei diesem Rennen am Start waren, sind die drei Whittington-Brüder das einzige Geschwister-Trio, das jemals bei einem Indy-Rennen am Start war. Schon in der Anfangsphase des Rennens kam es zu einer Kollision zwischen Kevin Cogan und Mario Andretti. Während das gesamte Feld versuchte, den Wracks auszuweichen, versuchte Whittington Rick Mears zu überholen und kollidierte dabei mit dem vierfachen Indy-Sieger.
Schon damals machte in den Fahrerlagern das Gerücht die Runde, die Whittingtons würden ihre Rennaktivitäten mittels dunkler Drogengeschäfte finanzieren. Nach dem Rennen kam es zu einer Auseinandersetzung zwischen Mario Andretti und den Whittingtons. Andretti wollte ihre Drogengeschäfte – sie versorgten auch Fahrer mit Marihuana – auffliegen lassen, wenn Dale weiterhin Indy-Rennen fahre. Der zog sich darauf vom Monoposto-Sport zurück.
Schon 1980 waren die Brüder in eine Drogengeschichte – den IMSA-Drogen-Skandal – verwickelt gewesen. Dale ist jedoch der einzige der drei Brüder, der nie zu einer Haftstrafe verurteilt wurde. Er fuhr bis in die späten 1990er-Jahre Sportwagenrennen und war unter anderem beim 12-Stunden-Rennen von Sebring und bei den 24 Stunden von Daytona sowie in der American Le Mans Series mehrmals am Start.
Dale Whittington, der auch an der Fluglinie seines Bruders Don beteiligt war, starb am 14. Juni 2003 in seinem Haus in Fort Lauderdale. Sein Sohn fand ihn dort tot. Die Obduktion ergab, dass er an einer Überdosis Drogen verstorben war.

## Statistik

### Le-Mans-Ergebnisse
| Jahr | Team                        | Fahrzeug       | Teamkollege     | Teamkollege      | Platzierung | Ausfallgrund     |
| ---- | --------------------------- | -------------- | --------------- | ---------------- | ----------- | ---------------- |
| 1980 | Whittington Brothers Racing | Porsche 935 K3 | Don Whittington | Hurley Haywood   | Ausfall     | Kraftübertragung |
| 1981 | Joest Racing                | Porsche 908/80 | Reinhold Joest  | Klaus Niedzwiedz | Ausfall     | Unfall           |

### Sebring-Ergebnisse
| Jahr | Team                        | Fahrzeug             | Teamkollege      | Teamkollege     | Platzierung            | Ausfallgrund    |
| ---- | --------------------------- | -------------------- | ---------------- | --------------- | ---------------------- | --------------- |
| 1979 | Whittington Bros. Racing    | Porsche 934          | Milt Minter      | Don Whittington | Ausfall                | Aufhängung      |
| 1980 | Whittington Brothers Racing | Porsche 935K3        | Bill Whittington | Don Whittington | Rang 3                 |                 |
| 1981 | Whittington Brothers Racing | Porsche 935K3        | Bill Whittington | Don Whittington | Ausfall                | Motorschaden    |
| 1982 | T-Bird Swap Shop            | Porsche 935K3        | Preston Henn     | Randy Lanier    | Ausfall                | Ölsystem        |
| 1983 | Bob Akin Motor Racing       | Porsche 935K3/80     | Bob Akin         | John O’Steen    | Rang 2 und Klassensieg |                 |
| 1999 | Whittington Brothers        | Riley & Scott Mk III | Hurley Haywood   | Don Whittington | Ausfall                | Zündungsschaden |
| 2000 | Intersport Racing           | Lola B98/10          | Jon Field        | Don Whittington | Rang 21                |                 |

### Einzelergebnisse in der Sportwagen-Weltmeisterschaft
| Saison | Team                                                         | Rennwagen                          | 1   | 2   | 3   | 4   | 5   | 6   | 7   | 8   | 9   | 10  | 11  | 12  | 13  | 14  | 15  | 16  | 17  |
| ------ | ------------------------------------------------------------ | ---------------------------------- | --- | --- | --- | --- | --- | --- | --- | --- | --- | --- | --- | --- | --- | --- | --- | --- | --- |
| 1978   | Art Yarosh                                                   | AMC Gremlin                        | DAY | SEB | MUG | TAL | DIJ | SIL | NÜR | LEM | MIS | DAY | WAT | VAL | ROD |     |     |     |     |
| 1978   | Art Yarosh                                                   | AMC Gremlin                        |     |     |     |     |     |     |     |     |     | DNF |     |     |     |     |     |     |     |
| 1979   | Whittington Brothers                                         | Porsche 934                        | DAY | SEB | MUG | TAL | DIJ | RIV | SIL | NÜR | LEM | PER | DAY | WAT | SPA | BRH | ROA | VAL | ELS |
| 1979   | Whittington Brothers                                         | Porsche 934                        | 29  | DNF |     |     |     |     |     |     |     |     |     |     |     |     |     |     |     |
| 1980   | Whittington Brothers Preston Henn                            | Porsche 935                        | DAY | BRH | SEB | MUG | MON | RIV | SIL | NÜR | LEM | DAY | WAT | SPA | MOS | ROA | VAL | DIJ |     |
| 1980   | Whittington Brothers Preston Henn                            | Porsche 935                        | 16  |     | 3   |     |     | 4   |     |     | DNF |     | 9   |     | DNF | 4   |     |     |     |
| 1981   | Whittington Brothers Joest Racing Amick/Indicott Marty Hinze | Porsche 935 Porsche 908 Ford Pinto | DAY | SEB | MUG | MON | RIV | SIL | NÜR | LEM | PER | DAY | WAT | SPA | MOS | ROA | BRH |     |     |
| 1981   | Whittington Brothers Joest Racing Amick/Indicott Marty Hinze | Porsche 935 Porsche 908 Ford Pinto | DNF | DNF |     |     |     |     |     | DNF |     | DNF | 5   |     |     |     |     |     |     |